# Classe Diane (1926)
Pour les autres classes de navires du même nom, voir Classe Diane.
La classe Diane est une série de sous-marins de la Marine nationale française ayant servi durant l'entre-deux-guerres et la Seconde Guerre mondiale.